# Agente Z-55, Misión Hong Kong
Agente Z-55, Misión Hong Kong es una coproducción hispano – franco – italiana dirigida por Roberto Montero en el año 1966.
Color.

## Argumento
El agente Danny Moon ve interrumpidas sus vacaciones y enviado a Hong Kong para encontrar a un científico que ha sido raptado tras asesinar a uno de sus compañeros.